# Jacopo Saltarelli
Jacopo d’Andrea Saltarelli (1459 -?) foi um modelo de Leonardo da Vinci e prostituto masculino. Em 9 de abril de 1476, uma denúncia anónima acusava-o de ter "sido um cúmplice em muitos atos vis e consentir em agradar às pessoas que lhe pedem tais iniquidades". Esta denúncia nomeava cinco outros homens: Baccino, um alfaiate, Leonardo da Vinci, Bartolomeo di Pasquino, Leonardo di Marzzolinni e Stafano Ceglie. A acusação foi rejeitada por falta de provas.

## Biografia
O seu pai, Andrea, era descendente de uma família nobre que já tinha deixado marca em Florença, na Idade Média, através de Simone Saltarelli, procurador-geral da Ordem dos Dominicanos e mais tarde arcebispo de Pisa, e do seu irmão Lapo Saltarelli, que era um poeta e jurista com ligações a Dante. Simone era proprietário de uma casatorre, um palácio-torre toscano, que ainda existe na piazza de Salterelli, perto da Signoria.

### Denúncia anónima
No dia 9 de abril de 1476 foi apresentada uma denúncia anónima aos Uffiziali da Notte (autoridades policiais). Estava escrita num papel que foi colocado no tamburo, uma caixa em forma de tambor, daí o nome, destinada a receber as acusações e queixas da população, que a Signoria de Florença tinha colocado perto do Palazzo Vecchio.
A queixa foi registada pelo notário Tomasi de Corsinis de Santi Marci, que escreveu:
Notifico-vos, Signori Uffiziali, de um certo facto, nomeadamente, que Jacopo Saltarelli, irmão de Giovanni Saltarelli, vive com este último na oficina de ourivesaria de Vacchereccia em frente ao tamburo: veste-se de preto e tem cerca de dezassete anos de idade. Este Jacopo tem sido um cúmplice em muitos atos vis e consente em agradar às pessoas que lhe pedem tais iniquidade. E desta forma tem feito muitas coisas, ou seja, tem servido várias dezenas de pessoas sobre as quais sei muito e aqui citarei algumas:

Bartolomeo di Pasquino, ourives, que vive em Vacchereccia;

Leonardo di Ser Piero da Vinci, que vive com Verrocchio;

Baccino, o alfaiate, que vive em Or San Michele, naquela rua onde existem duas grandes oficinas de chapelaria e que leva à loggia dei Cierchi; abriu recentemente uma loja de alfaiate;

Lionardo Tornabuoni, a quem chamam "il Teri", veste-se de preto.

Todos estes cometeram sodomia com o dito Jacopo, e disto vos dou testemunho.
O informante anónimo concluía que as pessoas ali indicadas tinham sodomizado Jacopo e que, por este meio, dava provas desse facto.
A acusação parece indicar que se tratou de uma violação em grupo.

### O caso Saltarelli
Com esta denúncia anónima, que chamou a atenção das autoridades para o facto de Jacopo Saltarelli estar a seguir um caminho errado ao concordar em ceder àqueles que lhe propuseram uma infâmia, nasceu o "caso Saltarelli".
Para além de Leonardo da Vinci, três outras pessoas estavam envolvidas: Bartolomeo di Pasquino, ourives da Via Vacchereccia, Bacino, alfaiate da Orto San Michele, e, sobretudo, o conhecido Lionardo de Tornabuoni, conhecido como "o Teri". Dizia-se que Leonardo era filho de Ser Pietro de Vincio, e que vivia com Andrea del Verrocchio. Quanto a Jacopo, era aprendiz de ourives, tinha cerca de dezassete anos, e vivia com o seu irmão Giovanni Saltarelli, um ourives da Vacchereccia. A acusação era grave uma vez que os culpados arriscavam a pena de morte, embora esta pena raramente fosse aplicada.
Realizou-se uma primeira audiência. Uma vez que a denúncia era anónima, não havia provas ou testemunhos. O tribunal civil, ao contrário dos tribunais da Inquisição, não podia condenar sem provas e os acusados foram, em primeira instância, absoluti cum conditione ut retamburentur ("absolvidos até que o caso fosse reexaminado"), ou seja, até que fosse colocada no tamburo uma denúncia assinada". Leonardo, no entanto, teve de passar alguns dias na prisão (que suportou muito mal, como relatou no seu Diário em 1505) enquanto aguardava a investigação judicial e até ser recebida uma nova denúncia em 7, implicando novamente as mesmas pessoas. Como a nova denúncia era também anónima, os juízes, por falta de provas, rejeitaram o caso. Não se pode excluir que esta denúncia tenha resultado de inveja despertada pela fama de Leonardo, ou que visasse sobretudo Lionardo de Tornabuoni, e através dele Lorenzo de Medici cuja mãe pertencia à família Tornabuoni.

### Leonardo e Jacopo
Embora o "caso Saltarelli" não prove nada sobre a homossexualidade de Leonardo da Vinci, é de referir que este escreveu em 1505 no seu diário:

Quando o fiz bem, na juventude, colocaste-me na prisão; agora que o faço melhor, vais fazer-me muito pior.— Cod. Atl. 284 a.
Embora o despacho judicial não determinasse se a denúncia tinha ou não fundamento, os registos dos Uffiziali da Notte indicam que já antes um homem havia confessado ter sodomizado Jacopo. No entanto, a ata do julgamento indica que Jacopo Saltarelli, "a vítima", era um prostituto notório, o que pode, pelo contrário, sugerir que se tratou de uma armadilha dos inimigos da família Vinci ou Tornabuoni.